# PJ Hall
Paul Jerome Hall  (Spartanburg, 21 februari 2002) is een Amerikaans basketballer die als center sinds 2024 uitkomt voor de Denver Nuggets.

## Carrière
Hall speelde collegebasketbal voor de Clemson Tigers van 2020 tot 2024. Hij stelde zich in 2024 beschikbaar voor de NBA draft waarbij hij niet werd uitgekozen. Eind juni 2024 tekende Hall dan toch een two-way contract bij de Denver Nuggets en de Grand Rapids Gold, het geaffilieerde team van de Denver Nuggets in de NBA G League. Hall sloot in juli 2024 tijdens de NBA Summer League aan bij de Denver Nuggets. Op 30 juli 2024 tekende Hall een two-way contract bij de Denver Nuggets en de Grand Rapids Gold in de NBA G League. Op 17 november 2024 debuteerde Hall bij de Nuggets in een wedstrijd tegen de Memphis Grizzlies. 

## Statistieken
| Legenda | Legenda                | Legenda | Legenda                 | Legenda | Legenda               |
| ------- | ---------------------- | ------- | ----------------------- | ------- | --------------------- |
| WG      | Wedstrijden gespeeld   | WS      | Wedstrijden als starter | MPW     | Minuten per wedstrijd |
| FG%     | Fieldgoal-percentage   | 3P%     | Drie-punterpercentage   | VW%     | Vrije-worppercentage  |
| RPW     | Rebounds per wedstrijd | APW     | Assists per wedstrijd   | SPW     | Steals per wedstrijd  |
| BPW     | Blocks per wedstrijd   | PPW     | Punten per wedstrijd    | Vet     | Hoogste in carrière   |

### Regulier NBA seizoen
| Seizoen  | Team           | WG | WS | MPW | FG%  | 3P%  | FW%  | RPW | APW | SPW | BPW | PPW |
| -------- | -------------- | -- | -- | --- | ---- | ---- | ---- | --- | --- | --- | --- | --- |
| 2024/25  | Denver Nuggets | 19 | 0  | 3,5 | 58,3 | 25,0 | 75,0 | 1,2 | 0,2 | 0   | 0,2 | 1,7 |
| Carrière | Carrière       | 19 | 0  | 3,5 | 58,3 | 25,0 | 75,0 | 1,2 | 0,2 | 0   | 0,2 | 1,7 |